# 特定破産法人の破産財団に属すべき財産の回復に関する特別措置法
特定破産法人の破産財団に属すべき財産の回復に関する特別措置法（とくていはさんほうじんのはさんざいだんにぞくすべきざいさんのかいふくにかんするとくべつそちほう、平成11年法律第148号）は、オウム真理教の後継団体の財産を「オウム真理教の財産」と推定し、被害者への弁償に充てることに関する日本の法律である。

## 概要
本法は、オウム真理教の後継団体（Aleph）や分派団体（ひかりの輪、ケロヨンクラブ、山田らの集団）を「特別関係者」とし、これらのものが有する財産を「特定破産法人の破産財団との関係においては、当該特別関係者が特定破産法人から法律上の原因なく得た財産の処分に基づいて得た財産であるものと推定する（第3条）」、「特定破産法人が、損害賠償責任を負うべき最初の無差別大量殺人行為の後に、その財産を特別関係者に対して移転した場合には、その移転の行為は、特定破産法人が破産債権者を害することを知ってしたものと推定（第4条第1項）」とすることで、特別関係者の財産を「オウム真理教の財産」と推定し、被害者への弁償に充てるため制定された。

## 適用対象
本法第2条第3項の規定は、次のいずれかに該当する者を「特別関係者」としている。
1. 団体規制法第5条第1項の規定による処分を受けた団体で、当該処分に係る無差別大量殺人行為による損害賠償責任を特定破産法人が負うもの。
2. 前号に掲げる団体の役職員又は構成員
3. 前号に掲げる者が構成員、役員又は職員の過半数を占める法人その他の団体
4. 第2号に掲げる者が発行済株式の総数の過半数に当たる株式又は資本の過半に当たる出資口数を有する株式会社又は有限会社
5. 第2号に掲げる者が代表者である法人その他の団体
6. 第1号に掲げる団体の役職員又は構成員であった者で、その団体につき規制法第5条第1項の規定による処分が効力を生じた日以後に退職し、又は脱退したもの
7. 次に掲げる者であって、その所有する不動産が第一号に掲げる団体の活動の用に供されているもの
イ　第1号に掲げる団体の役職員又は構成員であった者
ロ　第2号に掲げる者が構成員、役員又は職員の過半数を占めていた法人その他の団体
ハ　第2号に掲げる者が発行済株式の総数の過半数に当たる株式又は資本の過半に当たる出資口数を有していた株式会社又は有限会社
ニ　第2号に掲げる者が代表者であった法人その他の団体

オウム真理教の各後継団体・分派団体はどんなに組織名・組織形態を変えても「特別関係者」として、オウム真理教の債務を免れることはできないようになっている。

## 構成
- 第1条 目的
- 第2条 定義
- 第3条 特別関係者の有する財産に関する推定
- 第4条 特別関係者に対する否認権の行使に関する推定
- 第5条 否認権の時効の特例
- 第6条 破産管財人の権限
- 附則